# Romantične duše
Romantične duše (COBISS) so prvo dramsko delo Ivana Cankarja.  

## O drami
To politično satiro, ki postane tragedija romantičnih duš, je Cankar napisal na Vrhniki, ko se je leta 1897 vrnil s prvega semestra študija na Dunaju, kjer je prvič prišel v stik z  moderno. Intendanca Dramatičnega društva v Ljubljani je uprizoritev drame odklonila, potem ko so zanjo že natisnili plakate, v Ljubljanskem zvonu je natis odklonil urednik Viktor Bežek, zaman pa jo je avtor po teh dveh zavrnitvah ponujal tudi v knjižni natis založniku Schwentnerju. V javnost je drama tako prišla šele leta 1922, po avtorjevi smrti. Kritika je dramo zavrnila in tudi avtor sam ni bil najbolj zadovoljen z njo ter je založniku Schwentnerju njen natis pozneje celo prepovedal. Krstna uprizoritev je bila v Ljubljani 6. oktobra 1922 v režiji Milana Skrbinška, ki je bil najboljši poznavalec Cankarjevega dramskega dela. Ponovitev je bilo malo, kritike pa slabe. Motiva hrepenenja in volje do moči, ki se pojavita v Cankarjevem prvencu, sta prisotna tudi v njegovih drugih dramskih delih.

## Vsebina
Drama je zapisana v treh dejanjih. V prvem nastopi Mlakar, ki je močna, blizu 40-letna oseba. Je politični vodja, ki mu ni mar nič drugega kot lastna dobrobit in zabava. Ne skrbi ga za dobro naroda, rad bi se le zabaval, kar počne tudi v družbi lepe Olge. Prvo dejanje se dogaja pri Mlakarju doma. Proti njemu se oblikuje nasprotna struja okrog Delaka. Mlakar čuti, da je prav, da ga Delak in njegovi somišljeniki napadajo. Dokler ni spoznal Pavle Zarnikove, je bil sebičen in razuzdan. Od takrat pa vidi samo njo. Pavla je taka ženska, da vpliva nanj tako, da želi sebe izboljšati. Je nasprotje njegove ljubice Olge, s katero ga povezuje le telesnost. Pavlo ljubi zaradi njene duše. Mlakar zapusti politični boj, saj se je njegova notranjost spremenila, pravijo, da je postal romantična duša, ki ji je pomembno le hrepenenje. V drugem dejanju Pavla pobegne z Mlakarjevim sodelavcem Strnenom, saj meni, da jo z njim čaka novo, boljše življenje. Mlakar je razočaran in izdan, zato se vrne v politični boj, v katerem na koncu zmaga. Medtem se Pavla razočarana in bolna vrne domov. Takrat Mlakarju ni več mar zmage na volitveh. Odide k Pavli in njuni duši se še pred njeno smrtjo združita v ljubezni.

## Osebe
- Mlakar je negativen junak, ki živi razuzdano, sebično življenje, najpomembnejša mu je moč. Pozitiven postane, ko se zaljubi v Pavlo oziroma začne hrepeneti po njej. Takrat mu prvič postane pomembno še kaj drugega kot lastna korist.
- Pavla je odtujena od drugih ljudi, je bolehna, ves čas sanja in hrepeni. Želi si lepšega življenja, vendar se njeno hrepenenje lahko uresniči šele v smrti.
- Olga je Mlakarjeva ljubica, ki je prikazana zgolj kot telo.
- Strnen je Mlakarjev sodelavec, ki je ena najbolj negativnih in neetičnih oseb. Zanimajo ga le lastne koristi in ni zmožen občutiti niti najmanjšega kesanja ali slabe vesti.

## Literarna zgodovina, teorija in kritika
"Mi, sodobniki njegovi, smo bili Cankarjevemu delu zmirom nepravični sodniki, kakor je človek krivičen i v ljubezni i v sovraštvu. In kot je doraščajoči rod pretiraval v svojem češčenju, ki ga je zavajalo v odurno opičje posnemanje blestečih mojstrovih zunanjosti, prav tako so se starini izgubljali v jecljajočo nekritičnost, najčešče pa v neko sovražno, fanatično, onemoglo odklanjanje." (Albreht 1922)
"Že če samo fabulo pogledamo iz zornega kota, /.../ je razvidno, da je svet prelomljen, da je identiteta med svetom in človekom nedosegljiva in celo več: Da je en pol prelomljenega sveta v 'Dušah' označen kot čista negativiteta in drugi kot čista pozitiviteta." (Kozak 1980: 13)
"Vsi ljudje v drami, od zadnjega pisarja do protagonista Mlakarja, imajo neprestano opraviti s problemom občega - narodovega blagra. Vsak od njih /.../ priznava, da ga obči narodov blagor sicer prav nič ne zanima, da pa ga uporablja kot posebne vrste sredstvo za svoj primarni cilj - zasebno korist." (Kozak 1980: 16)
"Mlakar je močna osebnost, pravi evropski subjekt, katerega žene izjemno pogoltna volja do uspeha." (Kermauner 1979: 13)

## Prevodi
- Angleški jezik: Romantic Souls, prevajalec Michael Biggins, knjižna izdaja Prešernovo Gledališče Kranj, 2021